# Red 5 Studios
Red 5 Studios，是美国一家电子游戏开发公司，为第九城市子公司。

## 历史
2005年，《魔兽世界》开发团队主管马克·科恩、艺术总监的威廉·佩特拉，负责《魔兽世界》亚洲区相关事务的暴雪韩国董事尹泰元等9名暴雪员工离开暴雪，在2005年9月成立Red 5 Studios。
2006年2月，Red 5 Studios与韩国网禅签订一份全球运营协议，获得1850万美元的投资，韩国网禅将负责Red 5 Studios新游戏的全球发行工作。
由于人员等因素的制约，又伴随着大量的尝试和修改，Red 5 Studios新游戏开发进度极其缓慢，美术风格和系统框架等研发基调也屡次更改，游戏名从《TERRA FIRE》、《FURY》、《FIREFALL THE MELDING WARS》修改到《FIREFALL》。
2010年，Red 5 Studios进行大规模裁员，离职的28人中有一半是自愿离开，另外一半是被驱逐出公司，第九城市投资Red 5 Studios2000万美元，获得Red 5 Studios多数股权，九城将为游戏在品牌推广等方面铺平道路。
2010年9月3日，西雅图PAX游戏展上，Red 5 Studios公布《火瀑》（FIREFALL）。
2013年9月，Red 5 Studios裁员10%的员工，受影响的员工主要是负责Red 5的娱乐频道Stage 5 TV。
2013年12月，Red 5 Studios董事会认为马克·科恩作为团队负责人，研发方向的把控者，对Red 5 Studios开发游戏《火瀑》开发进度缓慢和最终结果负主要责任，因此马克·科恩被董事会解除管理职位并正式离职。
2015年12月25日，Red 5 Studios员工没有收到工资单，有些员工表示收到了如下的邮件，邮件内容大意为工作室将无法发放员工工资。
2016年7月，Red 5 Studios的所有开发团队和社区经理FadedPez都被解雇。
2017年初，Red 5 Studios将九城和360的合资公司System Link告上法庭，称其拖欠1.6亿美金的授权金，同时，Red 5 Studios还将三家第九城市关联公司久火奇天、傲志网络、City Channel Limited一并起诉。
2017年7月7日，Red 5 Studios宣布《火瀑》停止运营，并称《火瀑》将推出移动版。

## 旗下游戏
- 《火瀑》